# Aktinia Beach
Der Aktinia Beach (englisch; bulgarisch бряг Актиния brjag Aktinija) ist ein größtenteils unvereister, 2,7 km langer und 400 m breiter Strand an der Südwestküste von Snow Island im Archipel der Südlichen Shetlandinseln. Er erstreckt sich beiderseits des Rebrovo Point. Sein Mittelpunkt liegt 2,18 km nordwestlich des Kap Conway und 3,4 km südöstlich des Monroe Point.
Dieses Gebiet war Robbenjägern bereits im frühen 19. Jahrhundert bekannt. Bulgarische Wissenschaftler kartierten den Strand 2009. Die bulgarische Kommission für Antarktische Geographische Namen benannte ihn 2018 nach dem bulgarischen Trawler Aktinija, der von 1979 bis 1980 unter Kapitän Christo Haralambiew zum Fischfang in den Gewässern um Südgeorgien und um die Südlichen Orkneyinseln operiert hatte.